# Pulvinaria durantae
Pulvinaria durantae är en insektsart som beskrevs av Takahashi 1931. Pulvinaria durantae ingår i släktet Pulvinaria och familjen skålsköldlöss. Inga underarter finns listade i Catalogue of Life.